# Randolf von Schalien
Sven Nils Randolf von Schalien, född 13 mars 1932 i Helsingfors, är en finländsk ingenjör.
von Schalien blev teknologie licentiat 1962. Han innehade olika lärar- och forskarbefattningar 1954–1962, var tillförordnad professor i värmeteknik och processreglering vid Åbo Akademi 1962–1971 och professor i värmeteknik där 1971–1996; dekanus för kemisk-tekniska fakulteten 1977–1981.
von Schalien har forskat i metallkelaters termodynamik, kristallisatorer och bioreaktorer. Han har skrivit läroboken Teknisk termodynamik och modellering (1981) som har utkommit i flera upplagor.